# Lotte Wæver
Lotte Wæver (Dinamarca; 17 de febrero de 1942 es una ex actriz danesa y presentadora de televisión, conocida por haber presentado el Festival de la Canción de Eurovisión en 1964.

## Carrera

### Televisión
Durante su estancia en la universidad, Wæver trabajó como una de las primeras anunciadoras de continuidad de Danmarks Radio (DR).
Es conocida por presentar el Festival de la Canción de Eurovisión 1964 en Copenhague, una posición que, según ella, fue elegida por encima de sus compañeros debido a su deseo de hacerlo.
El festival fue ensombrecido famosamente debido a una protesta política de un hombre que subió al escenario con un cartel en el que se podía leer «Boicot a Francisco Franco y Salazar». En una entrevista en 2001, Wæver reveló que, a pesar de estar visiblemente afectada por el manifestante, el incidente no la afectó en lo más mínimo porque, como presentadora del certamen, cuando la luz de encima de la cámara estaba encendida, su atención se centraba en ella.
Al comentar sobre el significado de haber presentado el mayor evento organizado por DR en esa época, se puso nostálgica pensando en la forma primitiva y tecnológicamente inocente que era, añadiendo que el concierto fue «más grande de lo que hubiera imaginado. Es otra cosa ahora».

### Cine
El primer papel de Wæver fue como Ellen en la película de 1969 Midt i en jazztid, que representó a Dinamarca en el Festival Internacional de Cine de Moscú de 1969.
También contribuyó en la película de 1977 Aftenlandet, que representó también a Dinamarca en el Festival Internacional de Cine de Moscú de 1977.

## Vida posterior
Wæver se retiró de DR en 1971 para convertirse en profesora de instituto.
En una entrevista con Danmarks Radio en 2014 para celebrar el 50.º aniversario del primer Festival de la Canción de Eurovisión organizado en Copenhague, reveló que no ve el Festival de la Canción de Eurovisión, excepto el final de la Gran Final para escuchar la canción ganadora, debido a lo que ella cree que es orgullo y monstruosidad.